# 대한민국 민법 제383조
대한민국 민법 제385조는 불능으로 인한 선택채권의 특정에 대한 민법 채권법 조문이다.

## 조문
제383조(불능으로 인한 선택채권의 특정) ① 채권의 목적으로 선택할 수개의 행위 중에 처음부터 불능한 것이나 또는 후에 이행불능하게 된 것이 있으면 채권의 목적은 잔존한 것에 존재한다.
②선택권없는 당사자의 과실로 인하여 이행불능이 된 때에는 전항의 규정을 적용하지 아니한다.

第385條(不能으로 因한 選擇債權의 特定) ① 債權의 目的으로 選擇할 數個의 行爲 中에 처음부터 不能한 것이나 또는 後에 履行不能하게 된 것이 있으면 債權의 目的은 殘存한 것에 存在한다.
②選擇權없는 當事者의 過失로 因하여 履行不能이 된 때에는 前項의 規定을 適用하지 아니한다.

## 비교 조문
일본민법 제408조(선택권의 이전) 채권이 변제기에 있는 경우에 있어서 상대방이 상당한 기간을 정하여 최고를 하여도 선택권을 가진 당사자가 그 기간 내에 선택을 하지 아니하는 때에는 그 선택권은 상대방에게 이전된다.

## 참고 문헌
- 오현수, 일본민법, 진원사, 2014. ISBN 978-89-6346-345-2
- 오세경, 대법전, 법전출판사, 2014 ISBN 978-89-262-1027-7
- 이준현, LOGOS 민법 조문판례집, 미래가치, 2015. ISBN 979-1-155-02086-9